# Nuristaní
Los nuristaníes son un grupo étnico originario del distrito de Chitral de la provincia de Jaiber Pastunjuá en el noroeste de Pakistán y la provincia de Nuristán en el noreste de Afganistán, que habla lenguas indoiraníes, principalmente las lenguas nuristaníes. A mediados de la década de 1890, después del establecimiento de la Línea Durand cuando Afganistán llegó a un acuerdo sobre varias áreas fronterizas con el Imperio británico durante un período de tiempo, el emir Abdur Rahman Khan llevó a cabo una campaña militar en Nuristán y siguió su conquista con la conversión forzada de los nuristaníes al islam, la región a partir de entonces se conoce como Nuristán, la "Tierra de la Luz". Antes de su conversión, los nuristaníes practicaban una forma de hinduismo antiguo. Las prácticas religiosas no musulmanas perduran hoy en Nuristán hasta cierto punto como costumbres populares. En sus áreas rurales nativas, a menudo son agricultores, pastores y lecheros.
Los nuristaníes se distinguen de los kalash y de un segmento del pueblo kho de Chitral por su adopción del Islam, territorio dentro de Afganistán y consolidación con otros afganos. La región de Nuristán ha sido un lugar destacado para las escenas de guerra que han provocado la muerte de muchos nuristaníes indígenas. Nuristán también ha recibido una gran cantidad de pobladores provenientes de las regiones afganas circundantes, debido a su ubicación casi despoblada en la frontera.

## Religión preislámica
El destacado lingüista Richard Strand, una autoridad en las lenguas del Hindu Kush, observó lo siguiente sobre la religión Nuristaní preislámica:

"Antes de su conversión al Islam, los Nuristânis practicaban una forma de hinduismo antiguo, infundida con acreciones desarrolladas localmente".

Reconocieron una serie de deidades de apariencia humana que vivían en el Mundo de la Deidad invisible (Kâmviri d'e lu; cf. sánscrito deva lok'a -).

Ciertas deidades fueron veneradas sólo en una comunidad o tribu, pero una fue reverenciada universalmente como creador: el dios hindú Iama Râja llamado imr'o en Kâmviri. Hay un dios creador, que aparece bajo varios nombres, como señor del mundo inferior y del cielo: Iama Rājan, o Māra ('muerte', Nuristani), o Dezau (ḍezáw) cuyo nombre se deriva del indoeuropeo * dheig'h ie "formar" (Kati Nuristani dez "crear", CDIAL 14621); Dezauhe también es llamado por el término persa Khodaii. Hay una serie de otras deidades, semidioses y espíritus. El panteón Kalash es, por tanto, uno de los pocos representantes vivos de la religión indoeuropea.
Creían en muchas deidades, cuyos nombres se parecían a los de las antiguas fuentes védicas iraníes. Había una deidad suprema llamada Mara o Imra, además de una multitud de dioses y diosas menores conocidos localmente como Mandi o Moni, Wushum o Shomde, Gish o Giwish, Bagisht, Indr, Züzum, Disani, Kshumai o Kime, etc.
Cada aldea y cada clan tenían su deidad guardiana, con chamanes que aconsejaban a los solicitantes de ayuda y sacerdotes que presidían los servicios religiosos. El culto se centró en el sacrificio de animales, principalmente cabras.
El área que se extiende desde el moderno Nuristán hasta Cachemira se conocía como "Peristán", una vasta área que contiene una gran cantidad de culturas nuristaníes y lenguas indoeuropeas que se islamizaron durante un largo período. Anteriormente, estaba rodeado de estados y sociedades budistas que extendieron temporalmente la alfabetización y el gobierno estatal a la región. El viaje a la región era peligroso según los informes de los peregrinos chinos Fa Xian y Sung Yun. El declive del budismo provocó que la región quedara muy aislada. La islamización de la cercana Badajsán comenzó en el siglo VIII y Peristán estuvo completamente rodeado de estados musulmanes en el siglo XVI. El pueblo Kalash del bajo Chitral son los últimos herederos sobrevivientes del área.
La región se llamó "Kafiristán" porque mientras las poblaciones circundantes se convirtieron al islam, la gente de esta región conservó su religión tradicional y, por lo tanto, los musulmanes los conocían como "Kafir". La palabra árabe "Kufr" significa incredulidad y la palabra relacionada "Kafir" significa alguien que no cree en el Islam. Por lo tanto, "Kafir" se usa aquí para referirse a que no son musulmanes, por tanto, la provincia se conocía como Kafiristán. La mayoría se convirtió al islam durante el gobierno de Abdur Rahman Khan alrededor de 1895. La provincia ahora se conoce como Nuristán y la gente como nuristaníes. Sin embargo, entre la población rural han continuado muchas costumbres y creencias antiguas, como la producción ocasional de vino.

## Historia
En el siglo IV a. C., Alejandro Magno los encontró y los redujo después de una lucha obstinada y prolongada, describiéndolos como distintos cultural y religiosamente de otros pueblos de la región.
Los nuristaníes antes se clasificaban en "Siah-Posh" (con túnica negra) y "Safed-Posh" (con túnica blanca) / "Lall-Posh" (con túnica roja). Tamerlán luchó y fue humillado por los Siah-Posh. Babur aconsejó no enredarse con ellos. Gengis Kan pasó junto a ellos.
En 1014, Mahmud de Gazni los atacó:

Finalmente se resolvió otra cruzada contra la idolatría; y Mahmud lideró el séptimo contra Nardain, el entonces límite de la India, o la parte oriental del Hindu Kush; separando como dice Firishta, los países de Indostán y Turkistán y destaca por su excelente fruto. El país al que entró el ejército de Ghazni parece haber sido el mismo que ahora se llama Kafirstán, donde los habitantes eran y siguen siendo idólatras y se denominan Siah-Posh, o investidos de negro por los musulmanes de épocas posteriores. En Nardain había un templo, que el ejército de Ghazni destruyó; y trajo de allí una piedra cubierta con ciertas inscripciones, según los hindúes, de gran antigüedad.

### El encuentro de Timur con Katirs / Kators
La primera referencia a Siah-Posh Kafirs ocurre en la invasión de Afganistán por Timur en 1398. La autobiografía de Timur (Tuzak-i-Timuri) atestigua ampliamente que había luchado tanto con los Katir como con las secciones Kam de los Kafirs Siah-Posh (túnicas negras) de las montañas Hindukush. Timur invadió Afganistán en marzo de 1398. Sobre la base de las denuncias locales de malos tratos y extorsiones presentadas por los musulmanes contra los kafirs, Timur atacó personalmente a los kators del grupo Siah-Posh ubicado al noreste de Kabul. Los Kator abandonaron su fuerte Najil y se refugiaron en la cima de la colina. Timur arrasó el fuerte, quemó sus casas y rodeó la colina donde los Kator se habían reunido para refugiarse. Se dice que la reliquia del fuerte histórico todavía existe un poco al norte de Najil en forma de una estructura conocida como Timur Hissar (Fuerte de Timur). Después de una dura pelea, algunos de los Kators fueron derrotados y ejecutados instantáneamente, mientras que los demás resistieron contra las adversidades durante tres días. Timur les ofreció la muerte o el Islam. Eligieron lo último, pero pronto se retractaron y atacaron al regimiento de soldados musulmanes durante la noche. Este último, que estaba en guardia, se defendió, mató a numerosos Kators y tomó a 150 prisioneros y luego los mató. Al día siguiente, Timur ordenó a sus tropas que avanzaran por los cuatro lados para matar a todos los hombres, esclavizar a las mujeres y los niños y saquear o devastar todas sus propiedades. En su autobiografía titulada Tuzak-i-Timuri, Timur se enorgullece de las torres de los cráneos de los Kators que construyó en la montaña en el auspicioso mes de Ramazan 800 (1300 d. C.)

### El encuentro de Timur con Kam Kafirs
Una vez más, según la autobiografía de Timur (Tuzak-i-Timuri), una división militar de diez mil soldados musulmanes fue enviada contra los Siah-Posh (Kam) Kafirs bajo el mando del general Aglan Khan para matar a estos infieles o convertirlos. en el Islam. Tuzak-i-Timuri admite francamente que el regimiento fue derrotado por un pequeño número de Siah-Posh Kafirs. Las fuerzas musulmanas tuvieron que huir del campo de batalla dejando sus caballos y armaduras. Se tuvo que enviar otro destacamento al mando de Muhammad Azad, que luchó valientemente y recuperó los caballos y las armaduras perdidas por el general Aglan y regresó a casa, dejando solo al Siah-Posh.
Es de destacar que Timur no se jacta de ningún asesinato o encarcelamiento de los Siah-Poshes como lo hace con los Katir y muchas otras comunidades de la India propiamente dicha. Además, no da más detalles de su conflicto con los Siah-Poshes en su Tuzak-i-Timuri después de este encuentro, lo que muestra claramente que el resultado de la lucha contra los Siah-Poshes fue muy costoso y vergonzoso para Timur.
Otras referencias a estos Kafirs se hacen en el siglo XV y más tarde en el XVI durante el período mogol.
En 1839, los Kafir enviaron una delegación a Sir William Macnaghten en Jalalabad reclamando su relación con las tropas británicas de piel clara que habían invadido el país.

### Becas delsigloXIX
Siah-Posh Kafir (Kafirs de túnica negra) solía designar al grupo principal y dominante de Hindu Kush Kafirs que habitaban el valle de Bashgul (Kam) del Kafiristán, ahora llamado Nuristán. Fueron llamados así por el color de las túnicas que vestían. Se distinguían de los Kafirs Sped-Posh (túnica  blanco) (a veces también llamados Lal-Posh o 'vestidos de rojo') por el color de su vestimenta y también por su idioma, costumbres y otras características. Los Siah-Posh Kafirs (nuristaníes) a veces se les ha confundido erróneamente con la gente de Kalasha, aunque no están directamente relacionados con los Kalash de la vecina provincia de Chitral en Pakistán.

### Sociedad Kafir anterior a 1895 (no islamizada)
Antes de 1895, los Kafirs de Hindukush se clasificaron en dos grupos como (i) Siah-Posh y (ii) Safed-Posh. Pero el investigador británico George Scott Robertson, que visitó Kafiristán y estudió a los Kafir durante unos dos años (1889-1891), había mejorado la clasificación anterior y había vuelto a clasificar a los Kafir de manera más científica en (1) Siah-Posh, (2) Waigulis, (3) Presungulis o pueblo Viron y (4) Ashkuns. Los Ashukuns probablemente estén aliados de los Waigulis. Los últimos tres grupos de Kafirs solían ser conocidos colectivamente como Sped-Posh Kafirs.

#### Subdivisiones de Siah-Posh
La tribu Siah-Posh se subdividió en 1) Siah-Posh Katirs (Kamtoz), 2) Siah-Posh Mumans (o Madugals), 3) Siah-Posh Kashtoz (o Kashtan), 4) Siah -Posh Gourdesh (o Istrat) y 5) Siah-Posh Kams (o Kamoze). Los Siah-Posh Katirs (Kamtoz) comprenden además los Katirs (1) que ocupan doce aldeas del país inferior de Bashgul (Kam), los (2) Kti o Katawar Siah-Posh Kafirs viven en el valle de Kti y poseen dos aldeas, los (3) Kulam Siah-Posh Katir que viven en el país de Kulam y controlan cuatro aldeas, y los (4) Ramguli Katir, los más numerosos entre los Siah-Posh Kafirs que viven en la parte más occidental de Kafiristán en la frontera afgana. Los Ramgulis Katir controlan veinticuatro aldeas del valle de Ramgul del que derivan su nombre.
Todos los grupos de Kafirs Siah-Posh se consideran de origen común. Los propios Siah-Posh Katir admiten un origen común y una relación general entre ellos. Todos tienen una vestimenta y costumbres comunes y no hablan exactamente el mismo idioma, pero la diferencia en su habla es más una diferencia de dialecto que una distinción radical de idioma. Varias comunidades de Siah-Posh hablan el idioma Kati o sus dialectos.
Nicholas Barrington et al. informan que los Sped-Posh Kafirs (Waigulis y Presungulis) se refieren a todos los Siah-Posh Kafirs (incluidos los Kamoz) como Katirs y los consideran del mismo linaje lingüística y etnográficamente.
Según el etnógrafo estadounidense Richard Strands, los Kafirs del valle de Bashgul tienen varias designaciones como Kata, Kom, Mumo, Ksto, Bini, Jamco y Jasi, etc. Pero también se les llama con otros nombres como Kamtozi / Kantozi, Kamozi, Kam, Katir, etc.
Mientras que los Siah-Posh Kamtoz Katirs del valle inferior de Bashgul son los más numerosos, los Siah-Posh Kam o Kamoz / Kamoje Kafirs del valle superior de Bashgul eran los más intratables y feroces y los más temidos por su destreza militar.

#### Probable origen racial
- Algunos escritores tempranos habían especulado y propagado el mito de que los Kafirs del Hindukush pueden haber descendido del ejército de Alejandro Magno. La Oficina de Turismo de Pakistán todavía continúa propagando que los pueblos de las montañas son descendientes de soldados del ejército de Alejandro,[38]  pero H. W. Bellew, George Scott Robertson y muchos estudiosos posteriores han descartado la ascendencia griega de Kafirs.[39][40][41][42] Sin embargo, muchos otros eruditos creen en la autenticidad de esta historia que los mismos Kalash afirman como descendientes del ejército de Alejandro.[43] Esta lista de eruditos que propagan la afirmación de ascendencia de Kalash es verdadera incluye a Sir George Scott Robertson,[44] y Eric S. Margolis.[45]*Los mismos Siah-Posh Kafirs afirman haber descendido de cierto Koresh (Gurashi/Gorish o Goraish), un nombre vinculado a la tribu Koresh de árabes[46][47][48][49][50] pero esto es simplemente una ficción de moda.[51] H. W. Bellew relaciona el nombre Gurish/Gorish o Koresh de los relatos Kafirs con Kurush y escribe que Koresh o Kurush es la designación nacional de las tribus Kafir de Kafiristan, al norte de Lagmán. Bellew especula además que Koresh (o Kurush) pudo haber sido el apellido de Cyrus, rey de Persia que nació en el país Cabul.[52] Keruch, según Bellew, es el nombre de un clan Rajput que puede haber sido adoptado en la nación Rajput aunque de diferente raza y ascendencia.[52] Así, Bellew parece relacionar a Siah-Posh Kafirs con los iraníes.
- George Scott Robertson también rechaza el origen griego de los kafires. Según él, los actuales clanes dominantes de Kafirstan a saber: los katir (kamtoz), kams (kamoz) y wais descienden principalmente de la antigua población india del este de Afganistán que se negó a abrazar el islam en el siglo X y huyó de los musulmanes victoriosos a las fortalezas montañosas de Kafirstán en busca de refugio. Allí probablemente encontraron otras razas ya asentadas, a quienes vencieron, expulsaron o esclavizaron, o con quienes se fusionaron.[53]
- Según Donald Wilber y otros escritores recientes, los datos antropológicos sugieren que los Kafirs no son los migrantes del siglo X a Kafirstan, sino un remanente de la población original de la zona que, según algunos, era dravídica, pero según otros, indoarios. Parecen ser una mezcla de un elemento extremadamente antiguo relacionado con la población más antigua conocida del Himalaya central (los Presuns), el elemento con semejanza a los kurdos y un tipo con rasgos nórdicos y dináricos (los grupos Siah-Posh/Wai) que va de regreso al antiguo prototipo de estas razas conservadas en medio del dominio indoarios.[54][55][56][57]

### Guerra afgana-soviética (1979-1989)
El general Issa Nuristani fue el segundo al mando después del rey durante la invasión soviética de Afganistán. Antes de su asesinato, el general Issa llamó al pueblo nuristaní a una "Yihad" contra el ejército soviético. Liderados por la tribu Koms, los Nuristani fueron los primeros ciudadanos de Afganistán en rebelarse contra la toma de poder comunista en 1978. Desempeñaron un papel importante en la conquista de algunas provincias, incluidas Kunar, Nangarhar, Badajshán y Panjshīr y su valle. A partir de entonces, Nuristan siguió siendo escenario de algunos de los combates guerrilleros más sangrientos con las fuerzas soviéticas desde 1979 hasta 1989. Tras la retirada de las tropas soviéticas en 1989, Mawlavy Ghulam Rabani fue declarado gobernador de la provincia de Kunar. Los nuristaníes inspiraron a otros a luchar y contribuyeron a la desaparición del régimen comunista afgano en 1992.

## Genética
En una investigación de 2012 sobre el cromosomas Y de cinco muestras de nuristaníes, se descubrió que tres pertenecían al Haplogrupo R1a, y uno a cada uno de R2a y J2a.

## Tribus

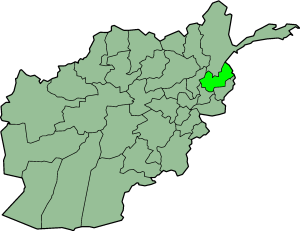
Nuristán, en verde claro

La mayoría de los Nuristaníes son de la Familia Kata y la Rama Janaderi. Sin embargo, también hay otras tribus Nuristaníes, algunas de las personas Kata de Janaderi viven en Ozhor (ahora Karimabad), Gobor, Buburat, Ayun, Broze y Mastuj. Hay una roca muy popular asociada con esta tribu ubicada en Karimabad (Juwara) llamada kata bont (Kata es el nombre de la tribu; bont significa "piedra" en el idioma Chitrali).
Los nuristaníes no tienen una estructura tribal formal como la tienen los pastunes, sin embargo, se designan a sí mismos por los nombres de las regiones locales de las que son. En total, hay 35 designaciones de este tipo: cinco de los valles norte-sur y 30 del valle este-oeste.
Algunas de estas tribus incluyen:
- Askunu
- Dungulio
- Gramsana
- Jench (of Arnce village)
- Kalasha
- Kata
- Kom
- Kshto
- Mumo
- Sanu
- Tregami
- Vasi